# Арије Дидим
Арије Дидим (стгрч. ΑρειοςΑρειος, 1. век п. н. е. - 1. век н. е.) - стоички филозоф, грађанин Александрије, ментор римског цара Октавијана Августа, који је филозофа толико ценио да је после освајања Александрије поштедео град због њега. 
Арије је имао и два сина, Дионисија и Никанора, који су Августу предавали филозофију. Често га помиње Темистије, који каже да Август није ценио Арија ништа мање од Агрипе. Од Квинтилијана се зна да је и Арије предавао или писао о реторици. Претпоставља се да је он исти „Арије“ чија је биографија садржала изгубљени завршни део књиге 7. Диогена Лаертија.
Арија Дидим се сматра Аријем чија дела цитира Стобеј, сумирајући филозофске школе стоицизма, перипатетичара и платониста. Пуно име Арија Дидима знамо од Јевсевија из Цезареје, који цитира два дугачка одломка из Аријевих дела о његовим погледима на Бога, космичку ватру и душу.